# ريتشارد تيت
ريتشارد تيت (بالإنجليزية: Richard Tait) هو لاعب كرة قدم بريطاني في مركز الدفاع، ولد في 2 ديسمبر 1989 في Galashiels ‏ في المملكة المتحدة. لعب مع غريمسبي تاون وكامبريدج يونايتد ونادي تاموورث ونادي ماذرويل ونوتينغهام فورست.

## وصلات خارجية
- ريتشارد تيت على موقع قاعدة بيانات كرة القدم.إي يو (الإنجليزية)
- ريتشارد تيت على موقع Soccerbase.com (لاعب) (الإنجليزية)
- ريتشارد تيت على موقع Soccerway.com (الإنجليزية)
- ريتشارد تيت على موقع عالم كرة القدم.نت (الإنجليزية)